# Rebutia cardenasiana
Rebutia cardenasiana är en kaktusväxtart som först beskrevs av Roberto Vásquez, och fick sitt nu gällande namn av G. Navarro. Rebutia cardenasiana ingår i släktet Rebutia och familjen kaktusväxter. Inga underarter finns listade i Catalogue of Life.